# Maggie Simpson
Margaret Simpson, conocida como Maggie Simpson, es un personaje ficticio de la serie de televisión de dibujos animados Los Simpson. Es la tercera hija del matrimonio protagonista, Homer y Marge Simpson, y la más joven de ellos. Sus hermanos mayores son Bart y Lisa Simpson. Siempre se la ve succionando un chupete y cuando camina, suele tropezar con el mono y cae de frente.
Maggie fue creada por el dibujante Matt Groening en el vestíbulo de la oficina de James L. Brooks, para debutar en televisión el 19 de abril de 1987, en el corto Good Night para el programa El show de Tracey Ullman.
En la versión original, Nancy Cartwright y Yeardley Smith suelen hacer todas las risas, llantos y balbuceos que normalmente emite el personaje, así como algunas de sus palabras. Sin embargo, la primera vez que habló, fue la actriz Elizabeth Taylor quien le prestó su voz para una sola palabra: papi . De manera excepcional, en los capítulos especiales de Halloween, James Earl Jones y Harry Shearer le han hecho hablar con voz masculina con propósitos cómicos.
Maggie ha aparecido en otros productos relacionados con Los Simpson, entre los que se incluyen videojuegos, la película, la atracción del parque Universal Studios Hollywood, anuncios, libros y cómics. También ha inspirado toda una línea de productos licenciados, entre los que destacan figuritas, camisetas y libros infantiles. En 2000, Maggie, junto al resto de su familia, fue galardonada con una estrella en el paseo de la fama de Hollywood.

## Papel enLos Simpson
El rol que Maggie desempeña en la serie está muy reducido y puede, o no, concordar con su edad. Como bebé, Maggie se limita a comer, dormir, eructar y succionar su chupete. Su presencia en la familia genera algunos retratos chistosos sobre la pobre organización doméstica en cuánto a evitar riesgos para un bebé que campa a sus anchas por la casa (escaleras y esquinas sin proteger, piezas pequeñas y productos de limpieza a su alcance, enchufes chispeantes sin ocultar o ventiladores a nivel del suelo, entre otros), aunque también queda irónicamente advertido que Maggie es capaz de esquivar estos peligros por sí sola. En cierta manera, el hogar de los Simpson no sugiere que un bebé viva allí, los accesorios propios que debería contener una casa con un bebé aparecen de manera esporádica y como recursos humorísticos. De hecho, en varias ocasiones se ha dejado entrever que sus padres y hermanos la tienen bastante desatendida y le prestan atención sólo como último recurso y de manera temporal.
Como marca personal, Maggie succiona ruidosa y repetidamente su chupete con una característica onomatopeya bucal postalveolar y africada. Pero con la evolución de la serie, este ruido se ha tenido que reducir (tanto en apariciones como en volumen) para no eclipsar las conversaciones que mantienen los personajes alrededor de ella. A falta de su chupete, Maggie también succiona otros objetos que le quepan en la boca a su alcance (dedos, narices, loros de juguete o peces), generando el mismo sonido de succión o uno parecido. Sus repetidas caídas y su inagotable resistencia son otras características de las que hace gala en la serie.

## Biografía
Los diseños de los personajes principales de Los Simpson no cambian, así que en cada temporada se supone que están en el año pertinente con la edad que representan. En algunos episodios se han dado fechas de nacimientos de los protagonistas, pero así como la serie ha ido avanzando los ha vuelto totalmente incoherentes y como recurso de humor y desconcierto para los guionistas. A pesar de esto, se puede trazar una línea muy general sobre el corto período de vida de Maggie.
Al poco tiempo de que Marge se quedara embarazada de Lisa, ella y Homer compraron su primera casa (la actual). Creyendo ser el hombre más feliz de la Tierra, Homer se despidió de su trabajo en la central nuclear cuando alcanzó cierta estabilidad económica manteniendo sólo a su mujer y a sus dos hijos por entonces, Bart y Lisa. El patriarca buscó un trabajo que le demandara menos esfuerzo y le gustaba más en la bolera, pero cuando Marge involuntariamente se quedó embarazada de Maggie, tuvo que pedir que le readmitieran en la central.
En los episodios especiales de noche de brujas de los Simpson, se enteran de que Maggie es hija de uno de los extraterrestres, pero al ser un especial de noche de brujas, no tiene valor real, en esos especiales suceden varias cosas como asesinatos y cosas locas que tampoco son reales.
La anécdota más destacable de su corta vida es que ella disparó al señor Burns en los episodios de Who Shot Mr. Burns?. Parece ser que Maggie ha desarrollado cierta habilidad con las armas, ya que volvió a disparar a unos mafiosos para salvar la vida de su padre. También parece que Maggie sabe distinguir las buenas personas de las malas, por lo que en la película ella fue crucial para librarse de Russ Cargill, el antagonista del filme que amenazaba a su padre y a su hermano con una escopeta.
A pesar de estos eventos puntuales que la alejan de su cotidianeidad, el bebé se dedica a hacer vida ociosa y despreocupada en su casa, entreteniéndose con sus juguetes o sus familiares. Recientemente se la ha visto jugando más con niños de su edad, especialmente con su nueva prima adoptiva. Aún no va a la guardería.
En los episodios "Lisa's Wedding" y "Holidays of Future Passed", según unas visiones, en el futuro Maggie será una adolescente rebelde, con voz angelical, que viste como una roquera y que consigue ser la cantante de una banda musical; pero no se le oye hablar porque siempre la interrumpen.

## Personaje
Maggie representa el papel de un bebé desatendido en una familia disfuncional, que ha tenido que desarrollar una forzada autosuficiencia. De todas maneras, como bebé, siente un gran apego por su madre, en contraste con su padre, quien le presta muy poca atención, llegando a olvidar que existe. Esto también refleja los roles domésticos que desempeñan los padres en la familia. Maggie es impresionable e influenciable por lo que le rodea, cosa que junto a su destreza la volvió peligrosa, llegando a golpear con un martillo a su padre en imitación a los dibujos Itchy & Scratchy. Maggie también encarna a veces un rol paralelo al de Lisa, el de bebé con grandes posibilidades para el futuro, pero limitada por la situación económica de su familia y la subestimación que recibe por parte de la misma.
Debido a su desatención familiar, a Maggie se la muestra bastante autosuficiente en las escenas en las que está sola. Gracias a ello, Maggie ha salvado de situaciones de vida o muerte a sus hermanos y a su padre, es capaz de prepararse el biberón, imitar los bailes de Britney Spears y organizar motines contra adultos. Desde la primera temporada, Maggie ha mostrado capacidades de superdotada pero recientemente en la serie se ha demostrado que esto se debe a la influencia que su inteligente hermana Lisa ejerce sobre ella. Su condición de bebé adorable ha sido el tema central de algunos episodios para sonsacar el lado más tierno de los personajes más huraños de la serie, aunque en ciertas ocasiones suele presentar comportamientos que refutan la inocencia propia de un niño: juega al póker por Internet, maneja armas de fuego e incluso llegó a recibir una paga por colaborar con un agente federal, quién luego le dice que el FBI podría contar con sus servicios en el futuro.
Su apariencia física es como la de su hermana Lisa pero en bebé. Tiene los ojos grandes y el pelo rubio distribuido en puntas alrededor de toda su cabeza. Siempre lleva un lacito azul en la frente y un mono azul de día, mientras que puede ser blanco o lila como pijama. Como indumentaria adicional, en invierno la visten con un abrigo naranja en el que parece una estrella de cinco puntas. Para ocasiones especiales, se la ha visto con vestiditos de talla reducida. Nunca se separa de su chupete rojo.

### Creación
Matt Groening concibió por vez primera a Maggie y el resto de su familia en el 1986 en la sala de espera de la oficina de James L. Brooks. A Groening se le encargó diseñar unos personajes para unos cortos de animación que se incluirían en el Tracey Ullman Show y, temiendo a perder la autoría sobre su tira cómica presentando Life in Hell, el caricaturista improvisó una familia disfuncional norteamericana basada en la suya misma. Groening pensó que sería gracioso tener un bebé en esa familia que no pudiera ni hablar ni crecer, pero que expresara las emociones que en cada escena se requirieran. Así, el bebé que diseñó apresuradamente se llamó como su hermana más joven.
En el apuro, Groening intentó diseñar los personajes de tal manera que tuvieran una silueta perfectamente reconocible para cada uno de los personajes principales y unas características exclusivas. En el caso de Maggie, la silueta era igual que la de Lisa, pero en reducido, y la característica principal era ese pelo puntiagudo que se proyecta directamente sin distinción alguna de la cabeza. Su vestido de una pieza está basado en y homenajea otro famoso bebé del mundo de la animación: Cocoliso. También Groening convirtió el chupete en parte distintiva del personaje.

### Desarrollo
Maggie es el personaje que probablemente menos ha evolucionado dentro de la familia protagonista, debido a su naturaleza muda y marginal. Su avanzada inteligencia se esboza temprano en la primera temporada, pudiendo deletrear fórmulas matemáticas complicadas, y sigue desarrollándose de manera frustrada en las últimas temporadas. Posiblemente su papel como conductora de las emociones de cada escena hace que parezca mucho más inteligente (observadora y juez) de lo que se supone para un crío real de un año, pero esto ha permitido que la evolución de Maggie oscile entre lo que sería un bebé normal y uno superdotado.

### Doblaje
Con contadas excepciones, Maggie nunca habla pero suele participar en los eventos que acontecen alrededor de ella, con gestos sutiles o expresiones faciales. La primera vez que el bebé habló lo hizo en el corto Good Night, el primero emitido en The Tracey Ullman Show, después de que la familia se durmiera. En esta ocasión, Liz George le puso la voz a Maggie.
En la serie emitida internacionalmente, Maggie habla por primera vez en Lisa's First Word y fue Elizabeth Taylor quien le prestó su voz. A pesar de que sólo fue una palabra (papi), Taylor tuvo que grabarla varias veces antes de que les satisficiera a los productores. James Earl Jones le puso voz a Maggie en el quinto especial de Halloween. Más tarde en el noveno especial de Halloween, Maggie volvería a hablar, doblada por Harry Shearer en su registro de Kang. Por el resto de episodios, Yeardley Smith proporcionaría la mayoría de balbuceos y frases ocasionales del bebé, pero en las recientes temporadas Nancy Cartwright se ha encargado de ellos. También Jodie Foster ha prestado su voz a una Maggie adulta en el vigésimo episodio de la vigésima temporada: Four Great Women and a Manicure, emitido el 10 de mayo de 2009. En el doblaje en español los ruiditos que emite se suelen mantener como en la versión original y las actrices de voz profesionales como Nallely Solís,
Patricia Acevedo (para Hispanoamérica) y Isacha Mengíbar (para España) les han prestado su voz para articular sus pocas palabras.

## Recepción
Nancy Basile en About.com dijo que sus escenas favoritas de Maggie en los Simpson son en las que actúa más como adulta que como bebé. Comentó que entre sus escenas favoritas del bebé se encuentran en el episodio Sweet Seymour Skinner's Baadasssss Song, donde conoce a su némesis unicejo, en Lady Bouvier's Lover, y en especial la escena en la que supuestamente Bart tiene que cuidarla, pero Maggie se escapa con el coche de Homer en una secuencia en Itchy & Scratchy: The Movie. Basile añadió que «tanto mirando The Happy Elves o cayéndose, Maggie es el bebé más mono de la familia Simpson». El humorista y antiguo guionista de Los Simpson Ricky Gervais nombró Y con Maggie son tres su segundo episodio preferido de la serie y añadió que la escena en la que Homer pone el collage de fotos en su puesto de trabajo le hizo un «nudo en la garganta hasta el punto de hacerle pensar en ello».
En el 2006, Elizabeth Taylor fue nominada como la decimotercera de las «25 mejores apariciones estelares en Los Simpson» en IGN por su rol como Maggie en «Lisa’s First Word». James Earl Jones, quien hizo un cameo poniéndole su voz a Maggie en el quinto especial de Halloween, fue considerado como el séptimo mejor actor invitado en la misma lista.

## Influencia cultural

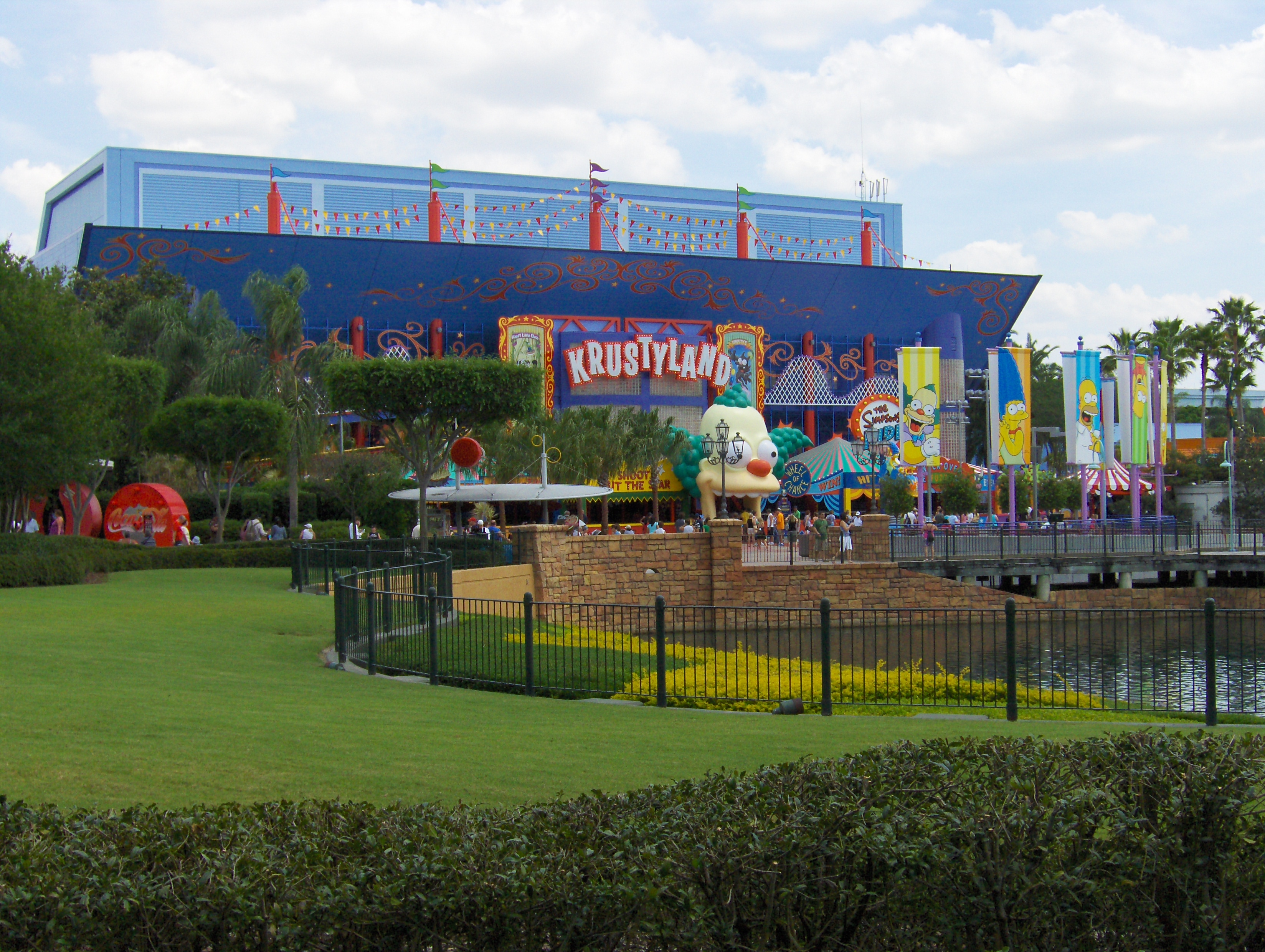
The Simpsons Ride, en la que aparece Maggie, en Universal Studios Orlando (Florida), fue inaugurada el 15 de mayo de 2008.

La inclusión de Maggie en el variado merchandising de Los Simpson dan fe de su popularidad. Maggie Groening (la hermana del responsable de Los Simpson y quien inspiró el personaje) ha editado cuatro libros para niños ilustrados por el mismo Matt Groening: Maggie Simpson's Book of Animals, Maggie Simpson's Counting Book, Maggie Simpson's Book of Colors and Shapes y Maggie Simpson's Alphabet Book, publicados en Norteamérica el 12 de septiembre de 1991. Otros productos en los que ha figurado incluyen muñecos, pósteres, figuritas, rompecabezas y camisetas. Maggie se ha convertido en una figura de acción para la línea de juguetes de World of Springfield en la sección de «sala de estar», donde figuran ella y su madre en el comedor de la casa de los Simpson. Maggie ha aparecido en anuncios comerciales para Burger King, Butterfinger, C.C. Lemon, Domino's Pizza, Ramada Inn y Subway.
Maggie ha aparecido en otros productos secundarios relacionados con Los Simpson. Tiene cabida en casi todos los videojuegos de los Simpson, con un papel especial en el más reciente: The Simpsons Game. Aparte de la serie de televisión, Maggie aparece regularmente en los cómics de Los Simpson que se publica mensualmente desde el 29 de noviembre de 1993. Maggie también juega un pequeño rol en The Simpsons Ride, inaugurado en 2008 en Universal Studios de Hollywood en Florida.